# Nuno Valente
Nuno Valente, właśc. Nuno Jorge Pereira Silva Valente (wym. [ˈnunu vɐˈlẽt(ɨ)]; ur. 12 września 1974 w Lizbonie) – portugalski piłkarz występujący na pozycji obrońcy, reprezentant kraju. Karierę zakończył w angielskim klubie Everton F.C.

## Występy w reprezentacji
Valente debiutował w reprezentacji w zremisowanym meczu z Anglią 7 września 2002. Brał również udział Euro 2004 oraz w MŚ 2006, gdzie rozegrał wszystkie mecze. W reprezentacji grał z numerem „14”.

## Odznaczenia
- Oficer Orderu Infanta Henryka – 2004[1]